# Moitessieria dexteri
Moitessieria dexteri is een slakkensoort uit de familie van de Moitessieriidae. De wetenschappelijke naam van de soort is voor het eerst geldig gepubliceerd in 2012 door Corbella, Guillén, Prats, Tarruella & Alba.